# NGC 1583
NGC 1583 је лентикуларна галаксија у сазвежђу Еридан која се налази на NGC листи објеката дубоког неба.
Деклинација објекта је - 17° 35' 46" а ректасцензија 4h 28m 20,7s. Привидна величина (магнитуда) објекта NGC 1583 износи 13,7 а фотографска магнитуда 14,7. NGC 1583 је још познат и под ознакама ESO 551-8, MCG -3-12-10, NPM1G -17.0162, PGC 15191, PGC 15193.